# Changis-sur-Marne
Changis-sur-Marne és un municipi francès, situat al departament del Sena i Marne i a la regió d'Illa de França. L'any 2007 tenia 1.044 habitants.
Forma part del cantó de La Ferté-sous-Jouarre, del districte de Meaux i de la Comunitat de comunes del Pays fertois.

## Demografia

### Població
El 2007 la població de fet de Changis-sur-Marne era de 1.044 persones. Hi havia 385 famílies, de les quals 80 eren unipersonals (40 homes vivint sols i 40 dones vivint soles), 107 parelles sense fills, 170 parelles amb fills i 28 famílies monoparentals amb fills.
La població ha evolucionat segons el següent gràfic:
Habitants censats

### Habitatges
El 2007 hi havia 439 habitatges, 390 eren l'habitatge principal de la família, 27 eren segones residències i 22 estaven desocupats. 399 eren cases i 40 eren apartaments. Dels 390 habitatges principals, 342 estaven ocupats pels seus propietaris, 43 estaven llogats i ocupats pels llogaters i 5 estaven cedits a títol gratuït; 3 tenien una cambra, 15 en tenien dues, 71 en tenien tres, 114 en tenien quatre i 188 en tenien cinc o més. 307 habitatges disposaven pel capbaix d'una plaça de pàrquing. A 151 habitatges hi havia un automòbil i a 203 n'hi havia dos o més.

### Piràmide de població
La piràmide de població per edats i sexe el 2009 era:
| Homes | Edats   | Dones |
| ----- | ------- | ----- |
| 0     | 95 o +  | 0     |
| 0     | 90 a 94 | 0     |
| 0     | 85 a 89 | 4     |
| 0     | 80 a 84 | 4     |
| 24    | 75 a 79 | 28    |
| 20    | 70 a 74 | 24    |
| 16    | 65 a 69 | 24    |
| 12    | 60 a 64 | 20    |
| 44    | 55 a 59 | 32    |
| 44    | 50 a 54 | 60    |
| 40    | 45 a 49 | 12    |
| 44    | 40 a 44 | 80    |
| 20    | 35 a 39 | 28    |
| 24    | 30 a 34 | 20    |
| 16    | 25 a 29 | 24    |
| 28    | 20 a 24 | 16    |
| 60    | 15 a 19 | 44    |
| 28    | 10 a 14 | 25    |
| 16    | 5 a 9   | 28    |
| 36    | 0 a 4   | 16    |

## Economia
El 2007 la població en edat de treballar era de 678 persones, 520 eren actives i 158 eren inactives. De les 520 persones actives 494 estaven ocupades (255 homes i 239 dones) i 26 estaven aturades (10 homes i 16 dones). De les 158 persones inactives 56 estaven jubilades, 63 estaven estudiant i 39 estaven classificades com a «altres inactius».

### Ingressos
El 2009 a Changis-sur-Marne hi havia 408 unitats fiscals que integraven 1.103,5 persones, la mediana anual d'ingressos fiscals per persona era de 22.335 €.

### Activitats econòmiques
Dels 30 establiments que hi havia el 2007, 1 era d'una empresa extractiva, 2 d'empreses de fabricació d'altres productes industrials, 7 d'empreses de construcció, 2 d'empreses de comerç i reparació d'automòbils, 3 d'empreses de transport, 2 d'empreses d'hostatgeria i restauració, 1 d'una empresa financera, 1 d'una empresa immobiliària i 11 d'empreses de serveis.
Dels 7 establiments de servei als particulars que hi havia el 2009, 1 era una oficina de correu, 1 taller de reparació d'automòbils i de material agrícola, 2 guixaires pintors, 1 fusteria, 1 lampisteria i 1 electricista.
L'únic establiment comercial que hi havia el 2009 era una floristeria.
L'any 2000 a Changis-sur-Marne hi havia 4 explotacions agrícoles que ocupaven un total de 348 hectàrees.

## Equipaments sanitaris i escolars
El 2009 hi havia una escola elemental.

## Poblacions més properes
El següent diagrama mostra les poblacions més properes.